# Кетонови тела
Кетоновите тела са три водоразтворими молекули – ацетооцетна киселина, бета-хидроксимаслена киселина (β-хидроксибутират) и продукта на спонтанното им декарбоксилиране (отделяне на СО2) – ацетон. Те се синтезират в черния дроб от мастни киселини при периоди на ограничен прием на въглехидрати (гладуване), продължителни интензивни тренировки и при захарен диабет тип 1 и тип II. Тези кетонови тела лесно се поемат от екстрахепатичните тъканите и се превръща в ацетил-KoA. Той след това постъпва в цикъла на лимонената киселина и се окислява в митохондриите за производство на енергия в състояния на въглехидратен глад. В мозъка кетоновите тела се използват и за превръщане на ацетил-KoA в мастни киселини с дълги опашки. Те не могат да бъдат получени от кръвта, защото не могат да преминат през кръвно-мозъчната бариера. В тези случаи ацетил-КоА се получава от разграждането на въглехидрати.